# Битка при Лутер
Битката при Лутер (на немски: Lutter Schlacht) се води по време на Датския период на Тридесетгодишната война, на 27 август 1626 г. край днешното градче Лутер ам Баренберге. От една страна са силите на Долносаксонския имперски окръг и Дания, командвани от крал Кристиан IV, от друга – армията на католическата лига, начело с граф фон Тили.

## Предистория
Кристиан ІV се намесва активно във войната през 1625 г. като защитник на протестантите от своеволията на крайния католически император Фердинанд ІІ. Държавите от Долносаксонския окръг го признават за свой лидер и му помагат да състави силна армия, а други протестантски сили действат под командата на неуморимия генерал Мансфелд.
Неуспехите съпътстват датския крал от самото начало. Неговата инвазия е посрещната от опитния Тили, на помощ на когото се притича Албрехт фон Валенщайн – чешки авантюрист, нает от императора. Кралят се надява да се съедини с другите протестанти, като същевременно държи католиците разделени един от друг. През април Валенщайн нанася поражение на Мансфелд при моста край град Десау и му попречва да се присъедини към Кристиан. Тили, подпомогнат от 8000 от войниците на чеха, притиска датчаните на север. На 24, 25 и 26 август техният ариергард трябва да отбива нападения на настигащия го противник и дава значителни загуби. Кристиан разбира, че не може да стигне до лагера си край Волфенбютел и решава да се укрепи при градчето Лутер (на 20 мили на юг), където да приеме решително сражение.

## Ход на битката
Съотношението на силите е около 15 000 протестанти срещу 18 000 католици. Датчаните заемат позиция отвъд малък поток, течащ през дълбоко дере. Те смятат, че той ще попречи на Тили да развие успешна атака. Двадесетте си оръдия обръщат към пътя, по който дерето може да се заобиколи. Мускетарите им се разполагат в околната гора и държат под прицел поддстъпа към датската позиция. Тили използва превъзхождащата си пехота, за да пресече дерето и да си създаде плацдарм от другата страна. След това останалите пехотни части се прехвърлят срещу противника. Кристиан се показва като недостатъчно умел военачалник и не намира начин да затвори пробива. Той веднага атакува предмостието, но неумело и безрезултатно. Сега идва ред на католиците да нападат. Срещу това датският крал показва завидна упоритост. Три техни атаки са отблъснати и едва когато завземат оръдейната батарея, става ясно, че датчаните ще загубят.

## Последици
Кристиан отстъпва с основната част от армията, докато останките от конницата се затварят в малкото укрепление на Лутер. Оказали се в безнадеждна ситуация, те капитулират същата вечер.
Загубите на датчаните са съкрушителни – 6000 убити, 2500 пленници, което прави повече от половината им армия. Изгубени са и всички оръдия. Самият крал, заради големия си кураж, за момент е обкръжен от противника и може да е щастлив, че се е измъкнал жив от касапницата. За него става безпредметно да задържа позициите си в Брауншвайг, така че отстъпва още на север. Неговите досегашни съюзници от Долносаксонския окръг заявяват верността си към Тили. Оттук нататък шансовете на датчаните да надделеят над Хабсбургите вече са нищожни. През следващите години Кристиан вижда собственото си кралство наполовина окупирано и през 1629 г. признава поражението си с договора от Любек.